# Bruno Valkeniers
Bruno Lodewijk Juliaan Ambrosius Valkeniers (ur. 13 czerwca 1955 w Brukseli) – belgijski i flamandzki polityk, poseł krajowy, przewodniczący Interesu Flamandzkiego (Vlaams Belang).
Z wykształcenia prawnik, ukończył studia na Uniwersytecie w Antwerpii. Pracował przez wiele lat w przedsiębiorstwach morskich, m.in. na stanowiskach kierowniczych. Był działaczem Nacjonalistycznego Stowarzyszenia Studentów. Wstąpił później do Bloku Flamandzkiego, a po jego rozwiązaniu został działaczem Interesu Flamandzkiego.
W 2006 został radnym rady prowincji Antwerpia. W 2007 uzyskał po raz pierwszy mandat posła do federalnej Izby Reprezentantów. W 2008 został przewodniczącym Interesu Flamandzkiego. Funkcję tę pełnił do 2012. W 2010 uzyskał reelekcję do niższej izby krajowego parlamentu.